# 랍티구

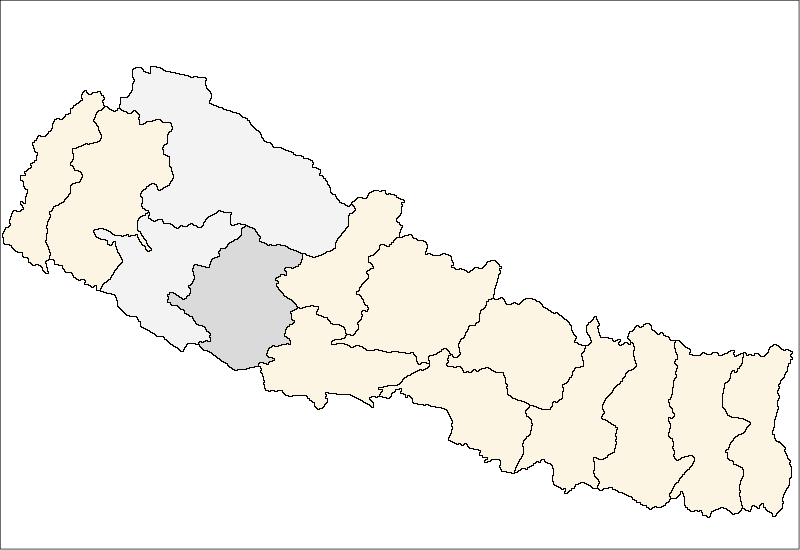
랍티 구의 위치

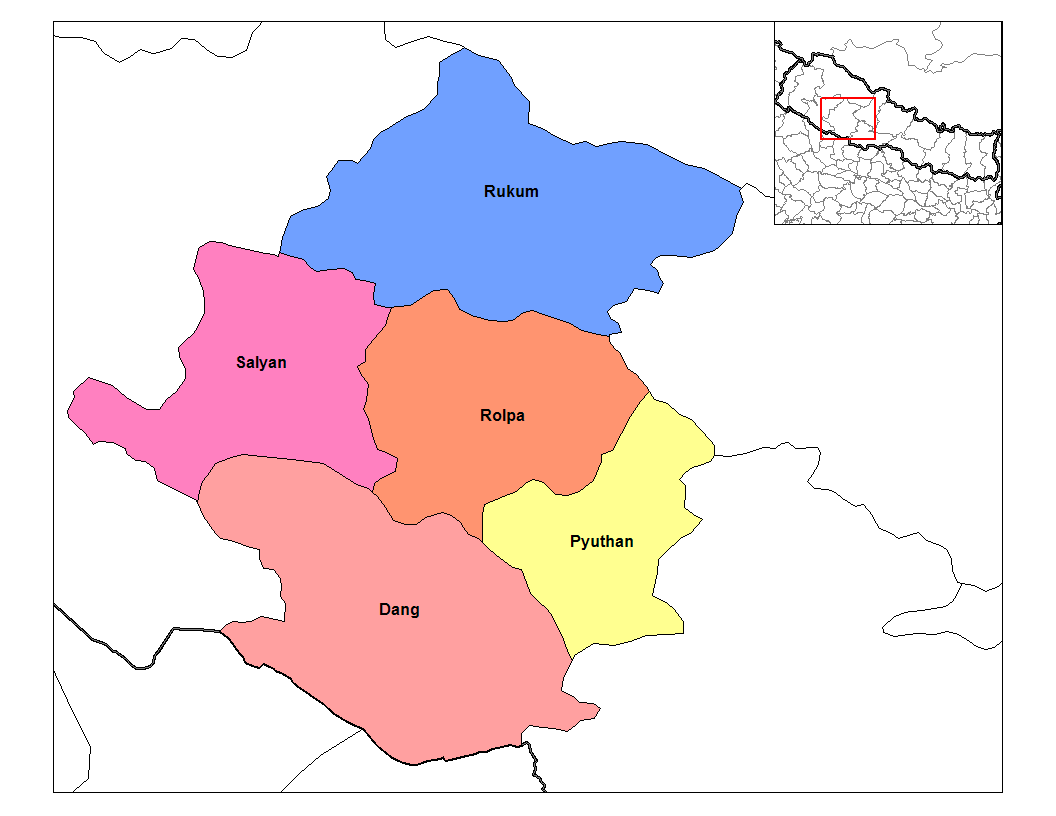
랍티 구의 현

랍티구(네팔어: राप्ती)는 네팔을 구성하는 14개 구 가운데 하나로 행정 중심지는 툴시푸르이며 면적은 10,482km2, 인구는 1,286,806명(2001년 기준), 인구 밀도는 122.8명/km2이다. 행정 구역상으로는 중서부 개발 지구에 속한다.

## 행정 구역
5개 현을 관할한다.
- 당 현
- 피우탄 현
- 롤파 현
- 루쿰 현
- 살리안 현

## 같이 보기
- 네팔의 구